# Twenty One Pilots
Twenty One Pilots (также часто стилизуют под twenty one pilots или TWENTY ØNE PILØTS) — американский дуэт из Колумбуса, штат Огайо. Группа образовалась в 2009 году и на данный момент состоит из Тайлера Джозефа и Джоша Дана.
Коллектив самостоятельно выпустил два альбома: Twenty One Pilots в 2009 и Regional at Best в 2011. В 2012 году музыканты подписывают контракт с Fueled by Ramen, в 2013 выпускают студийный альбом Vessel, в 2015 — Blurryface, в 2018 — Trench, в 2021 — Scaled and Icy, в 2024 — Clancy., в 2025 — Breach

## История

### 2009—2011: Создание и первый альбомTwenty One Pilots
Группа была образована в 2009 году в городе Колумбус, штат Огайо друзьями по колледжу: Тайлером Джозефом, Ником Томасом и Крисом Салихом. Название группы придумал Тайлер во время чтения пьесы Артура Миллера «Все мои сыновья», повествующей о человеке, который во время Второй мировой войны ради бизнеса и семьи поставил в армию дефектные запчасти, что стало причиной смерти 21 пилота. Тайлер объясняет, что эта история нравственной дилеммы была вдохновением для названия группы. 29 декабря 2009 года, они выпустили свой дебютный одноимённый альбом и начались гастроли по Огайо.
В 2010 году группа разместила на аккаунте в SoundCloud два официально не издававшихся трека. Песню под названием «Time to Say Goodbye» и кавер «Jar of Hearts» Кристины Перри. Изначально они были доступны для бесплатного скачивания, но теперь их удалили.
В 2011 году Ник и Крис ушли из группы из-за плотных графиков. Затем к Тайлеру присоединился Джош Дан, бывший барабанщик группы House of Heroes.

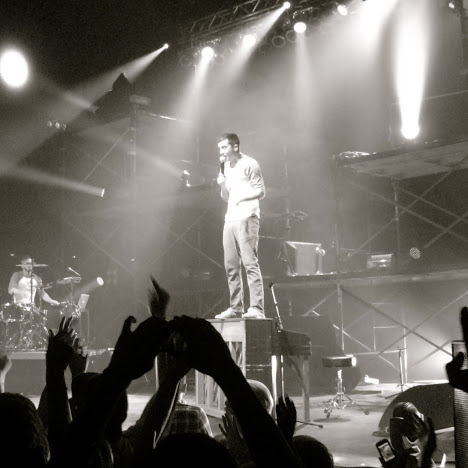
Фронтмен группы, Тайлер Джозеф, выступает на LC Pavilion 28 апреля 2012 года.

### 2011—2012:Regional at Bestи сделка с Fueled By Ramen
Их второй альбом Regional at Best был выпущен 8 июля 2011 года с новым составом, в который входили только Тайлер и Джош. CD релиз альбома сопровождался бесплатным выступлением в «New Albany High School».
В ноябре 2011 года группа сыграла шоу в Columbus' Newport Music Hall и привлекла десятки звукозаписывающих компаний. Хотя многие звукозаписывающие компании боролись за группу, в конечном счёте они подписали контракт с Atlantic Records, дочерним лейблом Fueled by Ramen. В этом же году дуэт подарил фанатам два трека, которые не были изданы, через электронную рассылку: оригинальная версия «House of Gold» и сингл под названием «Two».

### 2012—2014:Vesselи попадание в мейнстрим
В апреле 2012 года на Lifestyle Communities они объявили о подписании контракта с Atlantic Records, дочерним лейблом Fueled by Ramen. 17 июля 2012 года они выпустили свой дебютный EP, записанный на студии Fueled by Ramen, под названием «Three Songs». В августе 2012 года они отправились в короткий тур с группами Neon Trees и Walk the Moon. Они работали с Грегом Уэллсом, продюсером Адель и Кэти Перри, над их первым полноформатным альбомом Vessel на студии звукозаписи Fueled by Ramen. Он был выпущен 8 января 2013 года и достиг № 58 на Billboard 200, № 42 на Digital Albums chart, № 17 на Internet Albums chart, № 15 на Rock Albums Chart и № 10 на Alternative Albums Chart.

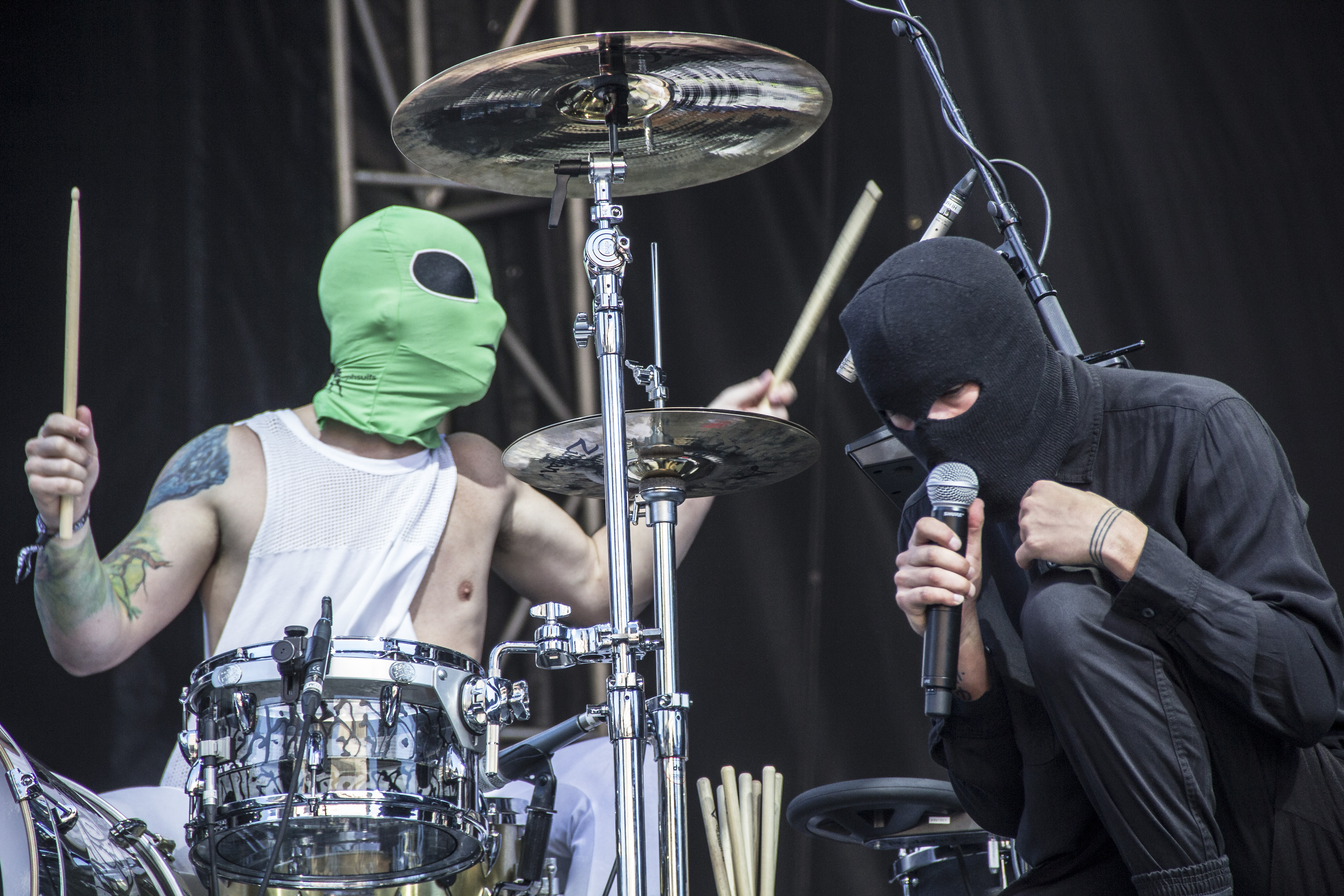
Twenty One Pilots выступают на Boston Calling Music Festival 2014, третий день фестиваля

В настоящее время у группы есть свой первый радиохит в Америке — «Holding On To You», который достиг 11 места в чарте Billboard Alternative Songs chart. Кроме того, синглы «Guns For Hands» и «Lovely» добились 21 и 67 мест на Japan Hot 100.
12 ноября 2012 года вышел клип на песню «Holding On To You» на YouTube. 7 января 2013 года вышел клип на песню «Guns For Hands» и 19 апреля — на песню «Car Radio».
В мае 2013 года Fall Out Boy объявила, что Twenty One Pilots будут участвовать в туре в поддержку их альбома Save Rock and Roll Tour осенью следующего года.
8 августа 2013 года группа исполнила песню «House of Gold» на Конане в их последнем ночном выступлении. 2 октября клип для песни «House of Gold» был загружен на YouTube.
24 декабря в канун Рождества Тайлер участвовал в Five14 Church’s Christmas со звёздами в Нью-Олбани. Там он спел «O come, O come, Emmanuel», официальное видео выступления было загружено на YouTube 14 февраля 2014 года.
31 декабря Twenty One Pilots выпустила клип на песню «Truce». Также в декабре был загружен клип на песню «Migraine», но только для Великобритании. Однако вскоре его удалили.
В 2014 группа начала прорываться в мейнстрим. Таким образом они отправились по самым популярным фестивалям, таким как Lollapalooza, Bonnaroo и Firefly. Так же они посмотрели запросы из разных городов и объединили все это в Quiet Is Violent World Tour, который стартовал в сентябре 2014 года.

### 2015—2017:Blurryfaceи первая Грэмми

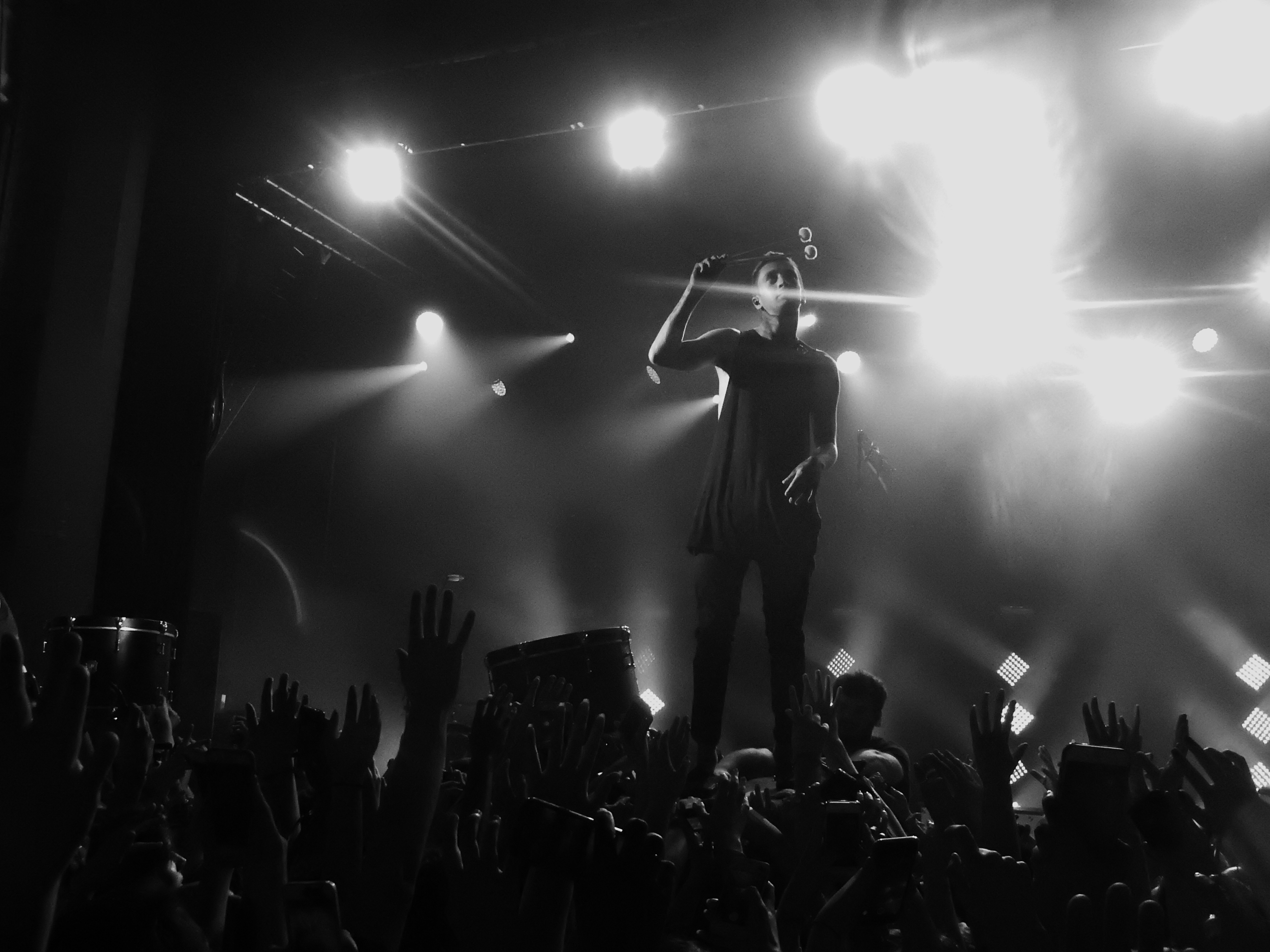
Тайлер Джозеф, концерт в Лондоне

16 марта 2015 года группа анонсировала, что новый альбом — Blurryface — выйдет 19 марта. 17 марта 2015 года был выпущен клип на песню «Fairly Local». Спустя 21 день (6 апреля) группа выпустила новый клип на песню «Tear In My Heart». 27 апреля был выпущен клип на песню «Stressed Out» — третий сингл с альбома, который стал наиболее продаваемым, а также занял 2 позицию в U.S. Billboard Hot 100 и 1 позицию в двух чартах: Alternative Songs и Hot Rock Songs, а также на данный момент имеет более 2 миллиардов просмотров на ютубе. 4 мая состоялся релиз трека «Lane Boy».
17 мая группа выпустила второй студийный альбом под названием Blurryface. Альбом был продан в количестве более чем 134 000 экземпляров в первую неделю, что позволило группе дебютировать с первой строчки чарта Billboard 200. Популярность группы стремительно возрастает, 11 мая они отправляются в крупный тур Blurryface World Tour, который включает в себя 48 шоу. Тур заканчивается 11 ноября 2015 года.
31 мая 2016 года группа отправилась в тур под названием «EMØTIØNAL RØADSHØW WØRLD TØUR». Всего было отыграно 107 шоу. Также группа побывала в России, 22 и 23 октября. В этом туре в сет-лист добавили старые песни, каверы, а также полностью изменилось оформление сцены и сам синопис шоу. Тур завершился 8 апреля 2017 года.

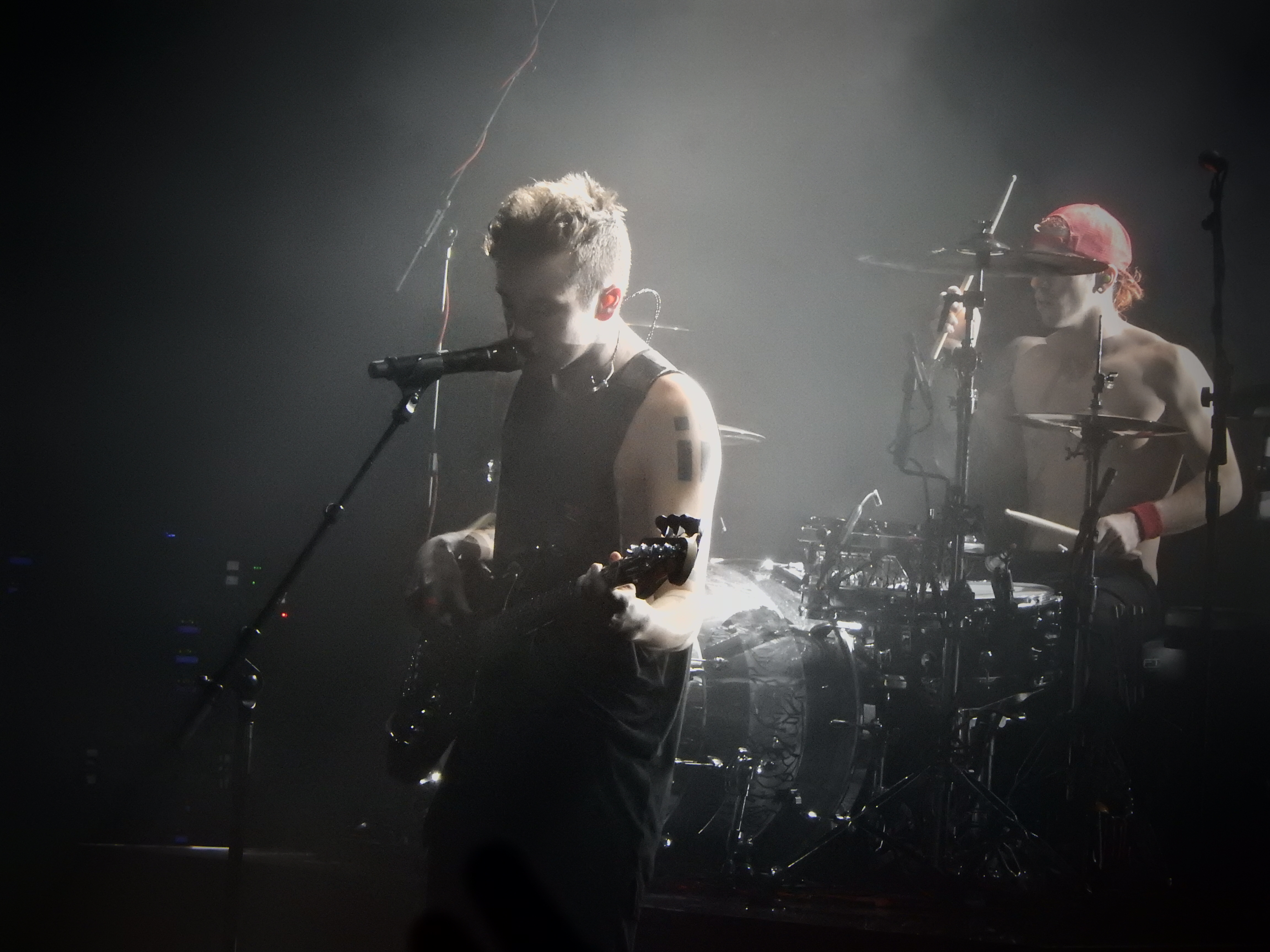
Тайлер Джозеф выступает в Лондоне, 2016

4 августа 2016 года вышел фильм «Отряд самоубийц». К фильму был выпущен альбом-саундтрек Suicide Squad. В него вошли треки 14 различных исполнителей, включая сингл «Heathens» за авторством Twenty One Pilots, которая была выпущена 16 июня 2016 года. Изначально предполагалось, что она выйдёт 24 июня, но 15 числа песня попала в интернет, поэтому было принято решение выпустить её раньше положенного срока. Клип на песню был выпущен 21 июня 2016 года.
8 октября 2016 года группа выступала на Saturday Night Live с песнями «Heathens» и «Ride». Rolling Stone высказало мнение, что это выступление на тот момент было их самым качественным.
Также Twenty One Pilots выступали на American Music Awards 2016 с песнями «Heathens» и «Stressed Out».
В 2017 году за песню «Stressed Out» коллектив получил Грэмми в номинации «Лучший поп-дуэт». На вручении участники группы вышли на сцену в нижнем белье, сказав, что это была их договорённость в случае победы.
В марте 2018 года песня «Hometown» получила золотую сертификацию от Американской ассоциации звукозаписывающих компаний, что сделало Blurryface первым полноформатным альбомом в истории, в котором все песни получили золотую сертификацию.

### 2018—2019:Trench
В июле 2018 года группа нарушила годичное молчание и отправила своим фанатам, когда-либо зарегистрировавшимся на их официальном сайте сообщения с текстом «Вы ещё спите?», а через несколько дней обновили фотографии в соцсетях на фотографии с новым логотипом и цветом (жёлтым).
11 июля 2018 года группа выпустила две новые песни под названием «Jumpsuit» и «Nico and the Niners», а также объявление о своем пятом студийном альбоме «Trench» Позже, 26 июля 2018 вышел клип на песню «Nico and the Niners». Песня Levitate, впоследствии была выпущена в качестве третьего сингла с альбома. Также было выпущено музыкальное видео на эту песню, в результате чего была закончена серия трилогии.
Так же 11 июля стали известны даты нового тура «THE BANDITO TOUR», который стартует 16 октября в Нашвилле, США.
12 сентября у twenty one pilots прошёл первый концерт более чем за год в Лондоне, где они впервые исполнили новые песни из альбома Trench. Во время шоу на сцене находилась горящая машина.
В ночь со 2-го на 3-е октября альбом Trench был выложен в сеть. 5 октября, вместе с официальным выходом альбома Trench, был выпущен клип на песню «My Blood».
22 января 2019 года трек «Chlorine» был выпущен в качестве пятого сингла с альбома вместе с видеоклипом.
16 июля 2019 трек «The Hype» был послан на альтернативное радио США, тем самым став шестым синглом из альбома «Trench».

### 2020—2023: внеальбомные синглы иScaled and Icy
9 апреля 2020 года были выпущены трек и клип на песню «Level of Сoncern». Песня посвящена карантину из-за пандемии COVID-19.
8 декабря был выпущен сингл «Christmas Saves the Year». Тайлер Джозеф, изначально не проявлявший большого энтузиазма к написанию рождественских песен, вдохновился «ощущением Рождества через перспективу маленькой девочки», подразумевая свою дочь.
7 апреля 2021 года состоялся релиз трека «Shy Away», ставшего лид-синглом к анонсированному в тот же день новому альбому Scaled and Icy. Название альбома является анаграммой фразы «Clansy Is Dead» [Клэнси мёртв].
30 апреля вышел второй сингл с предстоящего альбома — «Choker».
Третий сингл «Saturday» был выпущен 18 мая, видеоклип вышел 8 июля 2021 года.
21 мая состоялся релиз шестого альбома группы «Scaled and Icy», состоящего из 11 треков.
Альбом был записан Джозефом в домашней студии во время нахождения на карантине. Джош Дан также работал над альбомом из своего дома, пересылая материал по интернету. Scaled and Icy был описан как «на первое прослушивание, самый оптимистичный альбом группы с самого её появления в 2009 году», что Тайлер Джозеф объяснил как реакцию на «странные и мрачные обстоятельства» периода пандемии. Критики также отметили отклонение от тёмной стилистики двух предыдущих альбомов и возвращение к «игривому альт-поп звучанию» альбома Vessel. Альбом получил в основном положительные оценки, хоть и несколько ниже, чем у своих предшественников. В американском чарте Billboard 200 альбом дебютировал с третьей строчки.

### 2024 — настоящее время:ClancyиBreach
15 февраля 2024 года на обложках альбомов Vessel, Blurryface, Trench, и Scaled and Icy появилась красная изолента. Также в этот день несколько человек написали в социальных сетях, что получили письмо от группы, а в последующие дни на рекламных щитах и плакатах во многих местах по всему миру появился новый логотип, намекающий на грядущий альбом. 22 февраля 2024 года на YouTube-канале коллектива вышло видео «I am Clancy», в котором кратко пересказывается сюжетная линия группы. Через неделю, 29 февраля, выходит первый сингл Overcompensate. Группа анонсирует альбом, а на веб-сайте открывается предзаказ. Дату выхода альбома назначили на 17 мая, но 24 апреля Тайлер объявил, что альбом переносится на 24 мая, потому что он хотел, чтобы на каждую песню из релиза был снят клип. 27 марта вышел второй сингл Next Semester. 22 мая вышел The Craving (Single Version), который отличается от Jenna’s Version звучанием. 24 мая вышел сам альбом. В этот же день на YouTube-канале была проведена трансляция, где показали все клипы, кроме Paladin Strait. Фронтмен Тайлер Джозеф заявил, что клип выйдет в первой половине июня, и он не будет концом истории. 29 мая вышел документ для скачивания «Clancy: Digital Remains», включающий в себя концертные версии четырёх синглов и несколько страниц, содержащих новые фотографии и «артефакты», связанные с созданием альбома. 21 июня вышел клип на Paladin Strait.
В августе 2024 года начался «Clancy World Tour» в Денвере и завершился в мае 2025 года в Лондоне. До этого, в мае 2024 года было пять небольших концертов «An Evening with Twenty One Pilots» не задолго до альбома.
После размещения загадочного изображения на своих социальных сетях. 12 сентября 2024 года было подтверждено, что группа войдет в саундтрек ко второму сезону Netflix-сериала «Аркейн» с песней The Line. Песня была выпущена 22 ноября, а клип к ней вышел 25 ноября. 19 сентября группа появилась на Ночном шоу с Джимми Фэллоном, исполнив песню «Routines in the Night». 4 октября, выступая в Колумбусе во время тура, группа объявила, что это выступление будет записано для грядущего концертного альбома. 30 октября группа выпустила концертный фильм с исполнением «Routines in the Night». 9 апреля 2025 года на концерте в городе Лодзь, Польша, группа представила демо-версию трека Doubt из альбома Blurryface, которую позже выпустили на стриминговых площадках.
21 мая 2025 года группа анонсировала новый альбом Breach. Его выход намечен на сентябрь 2025 года. Сингл из альбома The Contract вышел 12 июня 2025 года.15 июля группа представила полный трек-лист альбома и объявила о его выходе 12 сентября.

## Участники группы
Текущий состав
- Тайлер Джозеф — вокал, укулеле, гитара, бас-гитара, клавишные, семплы, секвенсоры, фортепиано, синтезаторы (2009 — настоящее время)
- Джош Дан — ударные, перкуссия, бэк-вокал, клавишные, труба (2011 — настоящее время)

Бывшие участники
- Крис Салих — ударные, перкуссия, бэк-вокал (2009—2011)
- Ник Томас — гитара, бас-гитара, клавишные, синтезаторы,  программирование, бэк-вокал (2009—2011)

## Дискография
- Twenty One Pilots (2009)
- Regional at Best (2011)
- Vessel (2013)
- Blurryface (2015)
- Trench (2018)
- Scaled and Icy (2021)

- Clancy (2024)

- Breach (2025)

## Концертные туры
- Regional at Best Tour headlining alongside CHALLENGER! (2011)[68][69][70][71]
- Mostly November Tour (2012)[72]
- Trip for Concerts Spring 2013 (2013)[73]
- Trip for Concerts Autumn 2013 (2013)[74]
- Quiet Is Violent Tour (2014)[75]
- Blurryface Tour (2015—2016)[76][77]
- Emotional Roadshow World Tour (2016—2017)[78][79][80]
- The Bandito Tour (2018—2019)[81]
- Takeover Tour (2021—2022)[82]
- The Icy Tour (2022)[83]
- The Clancy World Tour (2024)